# エイブラハム・カーハン

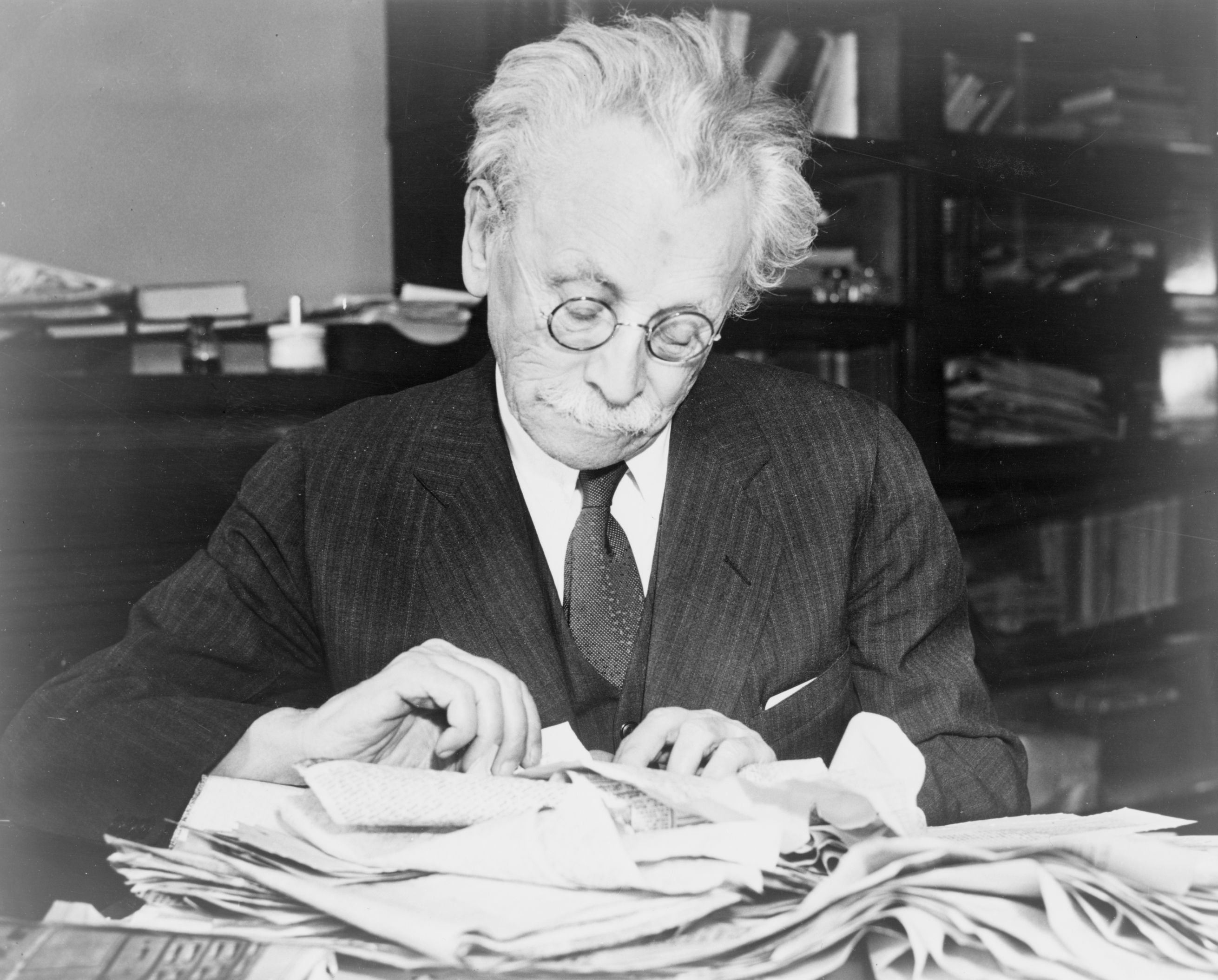
エイブラハム・カーハン

エイブラハム・カーハン（Abraham Cahan、1860年7月7日 - 1951年8月31日）は、リトアニア生まれのアメリカの作家。
リトアニアのヴィルナで正統派ユダヤ教徒の家庭に生まれ育つ。1881年、アレクサンドル2世の暗殺により革命分子が大々的に検挙され始めたため、これを逃れるために渡米。ニューヨークの労働運動の主筆兼講師となり、イディッシュ紙『フォワード』を創刊。1924年までに『フォワード』は25万人以上の読者を獲得、非英語紙として最大の成功を収め、世界のイディッシュ紙の中で指導的な存在となった。
処女作『イェクル：ニューヨークのゲットーの物語』は1896年に上梓され、1975年には『ヘスター・ストリート』の題名で映画化されている。1898年の小説『輸入された花婿とその他の物語』は、1990年に『輸入された花婿』の題名で映画化された。このほか『デイヴィッド・レヴィンスキーの出世』も重要な作品で、1917年に出版された。
5巻から成るイディッシュ語の自伝"Bleter fun mayn Leben"もあり、最初の3巻は『エイブラハム・カーハンの教育』として英訳されている。